# تامورا تايجيرو
تامورا تايجيرو (باليابانية: 田村泰次郎) (30 نوفمبر 1911، يوكايتشي في اليابان - 2 نوفمبر 1983)؛ كاتِب ومؤلِّف، كاتب سيناريو، مخرج أفلام، ممثل وروائي ياباني. درس في جامعة واسيدا.

## روابط خارجية
- تامورا تايجيرو على موقع IMDb (الإنجليزية)
- تامورا تايجيرو على موقع ميوزك برينز (الإنجليزية)
- تامورا تايجيرو على موقع قاعدة بيانات الفيلم (الإنجليزية)